# Alois König
Alois König, alias Slavko Paleček-König (Cabuna, 5. rujna 1930. - Cerje Nebojse, 19. travnja 2021.), hrvatski književnik i nakladnik.
Pučku je školu završio u Cabuni, a gimnaziju u Virovitici. Na Filozofskom fakultetu u Zagrebu studirao je i diplomirao anglistiku i hrvatski jezik. Bio je stipendist općine Virovitica. Kao profesor vršio je nastavu engleskoga, hrvatskoga i njemačkog jezika na srednjim školama u Virovitici (1958. – 1961.) Školske godine 1961./1962. radio je kao profesor na Upravnoj školi u Zagrebu. Od 1962. do 1973. predavao je engleski jezik na Fakultetu političkih znanosti Sveučilišta u Zagrebu. Prevodio je s engleskog jezika. Godine 1973. na njegov je zahtjev sporazumno prekinut radni odnos na Fakultetu. Nakon toga obavljao je samostalnu grafičku djelatnost. U Novom Zagrebu je osnovao prvu privatnu knjižaru u SR Hrvatskoj (1984.). Početkom 1986. iselio je s obitelji u SR Njemačku, gdje se bavio književnim i nakladničkim radom. 2018. se vratio u Hrvatsku. 

## Djela
U suautorstvu s Georgine König alias Đurđom Paleček-König (pišu hrvatskim jezikom, a u svojim se djelima bave pretežno hrvatskim folksdojčerskim temama, a prema navođenju samih autora, služe se istinitim događajima i stvarnim osobama)
- Romani:
  - Dani beskvasnoga kruha, (1991.)  (Roman je preveden na njemački i engleski jezik.) 

  - Ivanjski krijes (2005.)

## Vanjske poveznice
- König Verlag, Roman Dani beskvasnoga kruha online.